# イタリア戦争

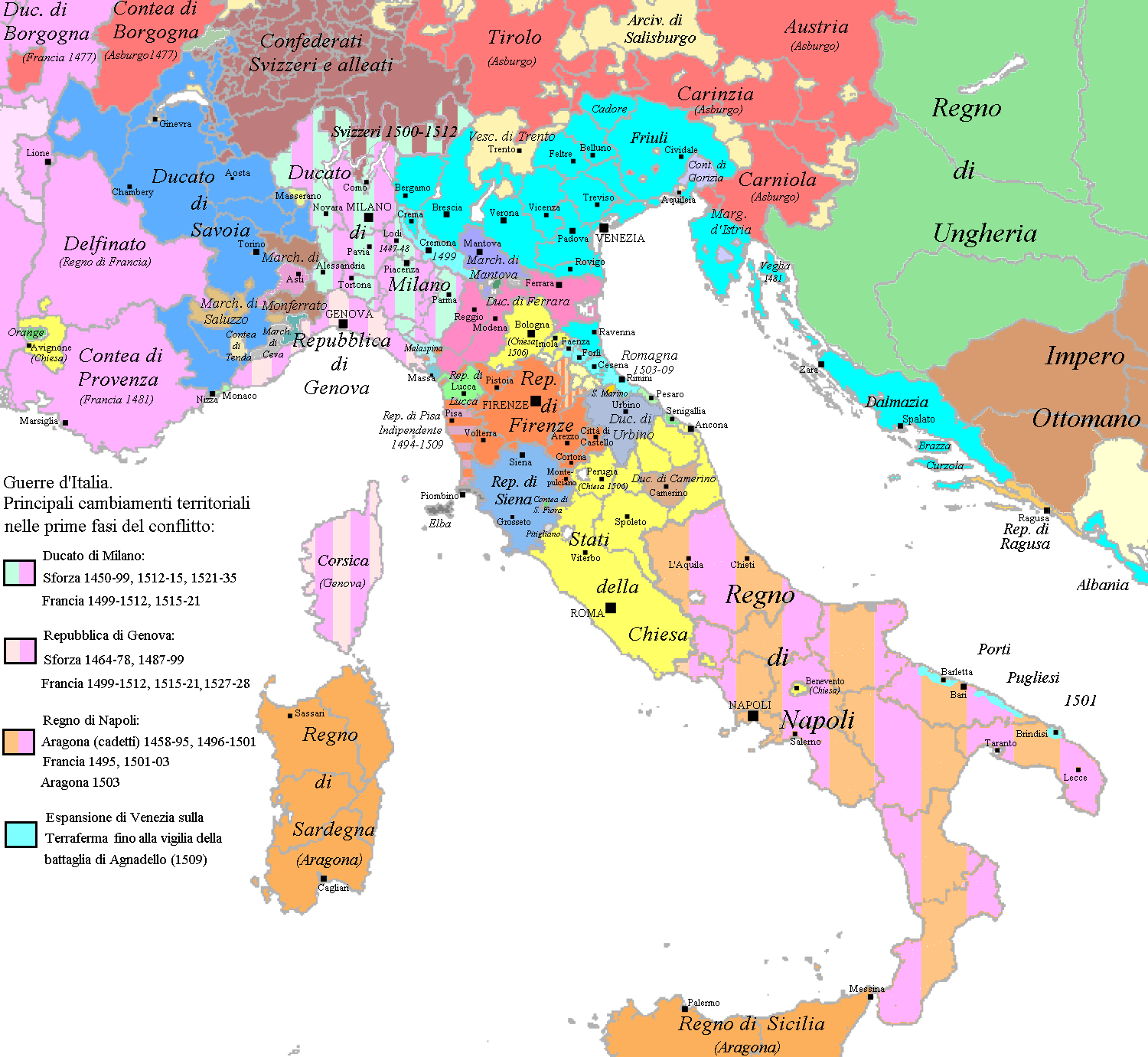
イタリア戦争におけるイタリアの領土変更

イタリア戦争（イタリアせんそう、イタリア語: Guerre d'Italia、フランス語: Guerres d'Italie）は、16世紀に主にハプスブルク家（神聖ローマ帝国・スペイン）とヴァロワ家（フランス）がイタリアを巡って繰り広げた戦争である。教皇領、イタリアの都市国家、ヴェネツィア共和国、西ヨーロッパのほとんどの国（イングランド、スコットランド、前出のフランス、スペイン、神聖ローマ帝国）も参戦した。戦争の期間は、本項では1494年から1559年としてはいるが、実際には戦争の期間や区分けは諸説あり、必ずしも一定しているわけではない。

## 名称
日本ではイタリア戦争の訳が定着している。イタリアではイタリア大戦争（イタリアだいせんそう、イタリア語: Grandi Guerre d'Italia）とも呼ばれる。
また、ハプスブルク＝ヴァロワ戦争（英: Habsburg–Valois Wars）、ルネサンス戦争（英: Renaissance Wars）とも呼ばれる。

## 前史
ヴェネツィア共和国とミラノ公国の間のロンバルディア戦争が1454年に終結した後、フィレンツェ共和国のコジモ・デ・メディチとロレンツォ・デ・メディチの時代は1482年から1484年までのフェラーラ戦争を除き、平和な時期が続いた。
フランス王シャルル8世は第一次イタリア戦争に先立って、1493年に神聖ローマ帝国とサンリス条約を、アラゴン連合王国とバルセロナ条約を、イングランド王国とエタプルの和約をそれぞれ締結し、イタリア以外のヨーロッパ諸国との関係を改善した。

## 戦闘の経過

### 第一次イタリア戦争（1494年 - 1498年）
1494年、フランス王シャルル8世が「ヴァロワ＝アンジュー家からナポリを継承した」と主張し、イタリアに遠征。この過程でメディチ家がフィレンツェから追放された。翌年ナポリを占領するが、教皇アレクサンデル6世、神聖ローマ皇帝マクシミリアン1世、アラゴン、ヴェネツィア、ミラノが神聖同盟を結び対抗したため、撤退する。

### 第二次イタリア戦争（1499年 - ）
1499年、フランス王ルイ12世が「父オルレアン公からミラノを継承した」と主張し、ミラノ出身のジャン・ジャコモ・トリヴルツィオを最高司令官とするフランス軍が侵攻（オルレアン公はヴィスコンティ家の血を引いていた）。1500年にノヴァーラの裏切りで、スフォルツァ家のイル・モーロを幽閉、ミラノ公国を征服（1513年まで）。1503年、スペインのコルドバ将軍がナポリを征服。以後、スペインのナポリ総督が支配する。1504年、ブロア条約により休戦。フランスがナポリを放棄。

### カンブレー同盟戦争（1508年 - 1516年）
1511年、教皇ユリウス2世がアラゴン、ヴェネツィア、イングランド、スイスと神聖同盟を結び、フランスに対抗。1513年2月にボスコリ事件でニッコロ・マキャヴェッリが失脚、3月にメディチ家から新教皇レオ10世（在位：1513年 - 1521年）が誕生、6月6日にミラノからフランス軍が追放される（ノヴァーラの戦い）。スフォルツァ家が一時復帰。1515年、フランス王フランソワ1世がミラノに侵攻（マリニャーノの戦い）。スフォルツァ家を追放し、ミラノを支配する。

### ウルビーノ戦争（1517年）
カンブレー同盟戦争でフランスとヴェネツィアが教皇に勝利したのに乗じて、前年に破門されウルビーノ公位から追放されたフランチェスコ・マリーア1世・デッラ・ローヴェレは教皇から公国を奪還する画策をはじめた。
1517年のはじめ、フランチェスコ・マリーア1世はウルビーノでコンドッティエーレのフランチェスコ・デル・モンテ率いる教皇軍を撃退、市民の熱烈な歓迎の下で入城した。
教皇レオ10世はあわてて1万の軍勢を雇い、ロレンツォ2世・デ・メディチ、レンツォ・ダ・チェーリ、ジュリオ・ヴィテッリ、グイド・ランゴーニなどのコンドッティエーレをウルビーノに送った。ロレンツォ2世は4月4日のモンドルフォ包囲戦で銃傷を負いトスカーナへ戻ってしまい、代役のビッビエーナ枢機卿は無能で統率がうまくいかずポッジボンシで大敗、ペーザロまで撤退した。
形勢有利なフランチェスコ・マリーア1世だったが、彼は資金繰りに失敗してヴェローナで雇った傭兵に払うお金がなくなった。トスカーナやウンブリアでの戦況も膠着したため和平を模索するようになる。9月、フランチェスコ・マリーア1世と教皇は平和条約に署名した。
1517年にレオ10世がサン・ピエトロ大聖堂建設資金の為にドイツでの贖宥状販売を認めると、ルターは95ヶ条の論題でこれに抗議した。

### 神聖ローマ皇帝選挙（1519年）
神聖ローマ皇帝マクシミリアン1世の死後、孫のスペイン王カルロス1世とフランス王フランソワ1世が皇帝選挙で争い、1519年にカルロス1世がカール5世として神聖ローマ皇帝に即位してスペイン王を兼ねた。ハプスブルク家とヴァロワ家の間には以前から確執があったが、フランスはハプスブルク家に両側（ドイツ・スペイン）から挟まれる形になり、重大な脅威を受けることになったため、フランスは戦略上イタリアを確保することが必要になった。 
異教徒であるオスマン帝国の存在や、折から始まった宗教改革もこの混乱に輪をかけた。イタリア各国も利害が相反してしばしば対立して、一致して対抗することなくハプスブルク家あるいはヴァロワ家と結んだため、付け入る隙を与えることになった。16世紀のイタリアはルネサンス文化の最盛期でもあるが、外国の圧迫を受けて国内が分裂し、時には戦場と化していたことになる。

### 第三次イタリア戦争（1521年 - 1526年）
1521年以降、ヴァロワ家（フランス）とハプスブルク家（神聖ローマ帝国・スペイン）がイタリアを巡り争った。1521年、教皇レオ10世（メディチ家出身）は神聖ローマ皇帝カール5世と結び、フランス支配下のミラノを攻め、奪還。
1522年のロドス包囲戦でロドス島の聖ヨハネ騎士団とヴェネツィア共和国の連合軍がオスマン帝国に敗北する。
ドイツ農民戦争（1524年 - 1525年）。
1525年2月24日、パヴィアの戦いでフランス王フランソワ1世は捕虜となり、マドリードに幽閉される。1526年、捕虜となっていたフランソワ1世はカール5世とマドリード条約を締結することを余儀なくされ、釈放される代わりにイタリア、フランドル、ブルゴーニュへの請求を全て取り下げた。

### コニャック同盟戦争（1526年 - 1529年）
1526年5月22日、教皇クレメンス7世は神聖ローマ帝国の勢力の増大を憂慮し、コニャック同盟を結成する。同盟の成員は教皇領、フランス王国、イングランド王国、ヴェネツィア共和国、フィレンツェ共和国、ミラノ公国だった。1527年、コニャック同盟に報復のため神聖ローマ皇帝軍がローマを攻める（ローマ略奪）。ローマは蹂躙され、教皇庁は屈服する。一方、ローマ略奪の報が伝わると、フィレンツェからメディチ家が追放される。1529年、ジェノヴァがカール5世の支援を受け、フランスの支配下を脱する。ボローニャにイタリア諸国（メディチ家追放中のフィレンツェを除く）が集まり、カール5世に服することを決める。オスマン帝国のスレイマン1世による第一次ウィーン包囲（9月 - 10月）。「貴婦人の和約」でフランスは賠償金を支払い、イタリアを放棄（10月）。
1530年、教皇クレメンス7世がカール5世に戴冠式を行う。フィレンツェが皇帝軍に包囲され、凄惨な戦闘の末に敗北。メディチ家が復帰する。メディチ家はハプスブルク家との結びつきを深め、フィレンツェの支配体制を確立する。こうしてイタリアにおけるハプスブルク家の優位が確定する。これ以降もフランスとの戦闘は続くが、覆ることはなかった。フランソワ1世はカール5世に対抗するため、カトリックであるにもかかわらずドイツのルター派プロテスタント諸侯を支援し、異教徒のオスマン帝国皇帝スレイマン1世ともひそかに同盟を結ぶ。1532年、フランスがシュマルカルデン同盟と同盟。

### 第四次イタリア戦争（1536年 - 1538年）
1535年、ミラノ公フランチェスコ2世・スフォルツァが死去した。フランチェスコ2世に跡継ぎはなく、カール5世がミラノ公妃クリスティーヌ・ド・ダヌマルクの母の兄にあたるためミラノ公を継いだ。当時は民衆もイタリア諸国も反対しなかったが、カール5世の子フェリペが公国を継承すると、フランソワ1世はイタリアに侵攻した。
フランスの大将フィリップ・ド・シャボーは1536年3月にピエモンテへ進軍、翌月トリノを落城させたが、ミラノの包囲は失敗した。カールは反撃してプロヴァンスに侵攻、エクス＝アン＝プロヴァンスまで軍を進めて1536年8月に占領したが、フランス軍がマルセイユへの道を塞いだため進軍が止まってしまった。その後、防御を整えたアヴィニョンを攻めずスペインへ撤退した。
一方、イタリアにおいてフランソワ1世の軍勢はピエモンテで補給してジェノヴァへ進軍していた。また1536年、ジャン・ド・ラ・フォレの外交努力でオスマン帝国との同盟を結び、年末にはマルセイユでフランス＝オスマン連合艦隊が集結し、ジェノヴァを脅かしていた。艦隊がジェノヴァを砲撃する一方フランス陸軍がジェノヴァを包囲する、という作戦案も定められたが、フランスとオスマン帝国にとっては不幸なことに、1536年8月に連合軍がジェノヴァに到着する頃にはジェノヴァの守備が大幅に強化されていた。その代わり、連合軍はピエモンテで荒らしまわり、多くの城を占領した。1537年、バルバロス・ハイレッディンがイタリア海岸で海賊行為を繰り返したのちコルフを包囲したが、あまりフランスの助けにはならなかった。
カール5世は緒戦で不利だった上、フランスとオスマンとの二正面作戦の危険もあるため、結局折れて1538年6月18日にフランソワ1世とニースの和約で戦争を終結させた。

### 第五次イタリア戦争（1542年 - 1546年）

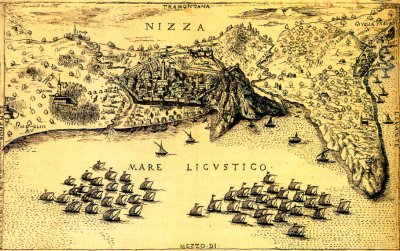
1543年、フランス＝オスマン連合艦隊によるニース包囲戦

フランス王フランソワ1世は再びオスマン帝国のスレイマン1世と同盟を締結、1542年7月12日に神聖ローマ帝国に宣戦布告し、ミラノはまたしても戦争の口実となった。フランソワ1世は自身の最後となるイタリア侵攻において、まずはペルピニャン包囲戦に取り掛かった。1543年8月22日、バルバロス・ハイレッディン率いるフランス・オスマン連合艦隊はニース包囲戦に勝利してニースの町を占領、続いて城塞を包囲した。城塞の軍は1か月内に救出されたが、キリスト教とイスラム教の軍勢が共同してキリスト教徒の町を攻撃することは当時において考えられないことだった。したがって、フランソワ1世としてもオスマン軍の役割を軽く扱う必要があった。しかし、彼はその政策をさらに進め、トゥーロンをオスマン艦隊の冬営用にバルバロスに貸し出した。
アンギャン伯フランソワ率いるフランス軍は1544年4月14日のチェレゾーレの戦いで勝利したが、ロンバルディアへさらに深く進軍することはできなかった。同年6月4日、セラヴァッレの戦いで第6代ペスカーラ侯爵アルフォンソ・ダヴァロス率いる帝国軍がフランスのイタリア傭兵隊を撃破したことでイタリアにおける戦いが終わった。
フランス本土ではイングランド王ヘンリー8世が1544年7月14日にカレーに渡り、すでに進軍していたイングランド軍と合流、そのままブローニュ＝シュル＝メール包囲戦は7月19日に始まった。
このころ、カールは資金不足に悩まされ、さらに宗教問題にも対処しなければならなかった。カールとフランソワの代表は1544年9月18日にクレピーでクレピーの和約に署名した。
1545年9月までに戦争が完全なステイルメイトとなった。どの国も兵員と資金の不足になやまされ、ドイツのプロテスタント諸侯に支援を乞うたが失敗した。結局、最後まで粘ったヘンリー8世も折れ、1546年6月7日、アルドレスの和約がフランス代表とイングランド代表の間で署名された。

### 第六次イタリア戦争（1551年 - 1559年）
1547年3月31日、フランソワ1世が死去し、息子のアンリ2世が即位する。1551年、アンリ2世はカール5世に宣戦布告、イタリアを再征服し、ヨーロッパでの覇権をハプスブルク家から取り戻そうとした。フランスはまずロレーヌに侵攻、ある程度の成功を収めたが、続くフィレンツェ公国への侵攻は1553年に止められた。フランスは1554年8月2日にマルチャーノの戦いで大敗するが、フランス語話者が主流なメス、トゥール、ヴェルダンは併合に成功した。
戦争の最中の1556年、カール5世は神聖ローマ皇帝からもスペイン王からも退位した。神聖ローマ皇帝はカール5世の弟フェルディナント1世が継承、スペイン王位はカール5世の息子フェリペ2世が継承した。すなわち、カール5世の退位はフランスを包囲したハプスブルク帝国を分割させた。これ以降、神聖ローマ帝国とスペインの結束はカール5世の同君連合時代の緊密さからだんだんと緩くなっていく。
この時点で戦場はイタリアからフランドルへと移り、フェリペ2世はサヴォイア公エマヌエーレ・フィリベルトとともに1557年8月10日のサン＝カンタンの戦いを戦い、フランスに大勝した。しかしフランスはサン＝カンタンでの敗北の後に元気を取り戻し、戦闘を再開した。1557年にイングランドが帝国側で参戦すると、フランスは1558年1月にカレーを包囲、陥落させた。さらに、フランスはネーデルラントにおけるスペイン軍を撃破した。
戦争はもうしばらく続くかと思われたが、その終わりは突如訪れた。1557年、スペインとフランスは相次いで破産を宣言した。さらにフランスはユグノーにも対処しなければならなかった。アンリ2世は1559年4月3日のカトー・カンブレジ条約受諾を余儀なくされた。条約により、アンリ2世はイタリアへの請求を全て取り下げる。これによってイタリア戦争は完全に終結する。

## 影響
フランス王アンリ2世は1559年7月10日に平和を祝って行われた馬上槍試合で致命傷を負い、15歳の息子フランソワ2世が王位を継ぐが、フランソワ2世も1560年12月5日に死去する。フランスは混乱に陥り、1562年にユグノー戦争が勃発したこともそれに拍車をかけた。イタリア諸国は二等国にされ、ミラノとナポリはスペイン・ハプスブルク家の支配下に置かれた。
イタリア戦争はレオナルド・ダ・ヴィンチの作品にも影響を与えた。彼は1495年にグラン・カヴァッロ（Gran Cavallo、巨大な馬）と呼ばれる銅像を制作する計画を立てたが、この騎馬像制作のために用意された17tのブロンズは、フランス王シャルル8世のミラノ侵攻に対抗するために、1494年11月に大砲の製作材料に流用されてしまった。1515年のマリニャーノの戦いの後、ダ・ヴィンチはフランソワ1世に招かれ、フランソワ1世の居城アンボワーズ城近くのクルーの館が邸宅として与えられ、1519年に死去するまでフランスで過ごした。レオナルドがフランソワ1世から受け取った年金は、死去するまでの合計額で10,000スクードにのぼっている。
イタリア戦争では軍事技術と戦術の大きな進歩が見られ、歴史家の一部にはイタリア戦争を中世と近世の分け目と見る者もいる。
イタリア半島は大部分が「外国による支配の時代」と呼ばれる境遇に陥ってしまう。ルネサンス時代には先進国であったが、政治・社会的には立ち遅れた状態になってしまう。

## イタリア戦争と同時代を描いた作品
- ニッコロ・マキャヴェッリ『フィレンツェ史（イタリア語版、英語版）』（1512年、フィレンツェ）
- ウィリアム・シェイクスピア『ヘンリー八世』（1612年 - 1613年、イギリス）
- ヴィクトル・ユーゴー『王は愉しむ（フランス語版、英語版）』（1832年、フランス）
- アレクサンドル・デュマ・ペール『ボルジア家風雲録』（1839年、フランス）
- フリードリヒ・エンゲルス『ドイツ農民戦争（英語版）』（1850年、ドイツ）
- ジョージ・エリオット『ロモラ（英語版）』（1862年、イギリス）
- サマセット・モーム『昔も今も（英語版）』（1946年、イギリス）
- 塩野七生『神の代理人』（1972年、日本）
- 塩野七生『ルネサンスの女たち』
- 塩野七生『チェーザレ・ボルジア あるいは優雅なる冷酷』
- 塩野七生『ロードス島攻防記』（1985年、日本）
- 塩野七生『わが友マキアヴェッリ フィレンツェ存亡』（1987年、日本）

### テレビドラマ
- 『ボルジア家 愛と欲望の教皇一族』（2011年 - 2013年）